# یونس فضلی جمور
یونس فضلی جمور (زاده ۲۱ شهریور ۱۳۷۵) تکواندوکار اهل ایران است. وی مربی عالی بدنساز کمیته ملی المپیک، دارنده دو مدال طلای مسابقات آسیایی، برنز جهان و سابقه حضور در میادین بین‌المللی را در کارنامه دارد.

## سوابق ورزشی
فضلی در سال ۱۴۰۰ با تیم باشگاهی آتالار اتریش به توافق رسید و در مسابقات رسمی اروپا شرکت کرد؛ وی دو سال عضو تیم آتالار کشور اتریش بوده و در همان سال (اکتبر ۲۰۲۱) از وزیر کشور اتریش آقای کارل نهامر تقدیرنامه فنی‌ترین بازیکن جام باشگاه‌های اروپا را دریافت نمود. او در سال ۱۴۰۲ به کانادا مهاجرت کرد. وی هم‌اکنون به عنوان بازیکن و مربی در کانادا فعالیت می‌کند و مدرس بین‌المللی کوکیوان است. او از سوی فدراسیون تکواندو کانادا مسئول بخش کوکیوان این فدراسیون شد. وی پیش از این سابقه حضور در تیم ملی تکواندو ایران و مسابقات آسیایی و جهانی را دارد.

## افتخارات

### بین‌المللی[۲]
- کسب مدال طلا در مسابقات جام باشگاه‌های آسیا در کیش ۲۰۱۹[۸]
- کسب مدال نقره در بازی‌های یونیورسیاد در رُم ۲۰۱۹
- کسب مدال طلا در مسابقات گرنداسلم آسیا در ووشی ۲۰۱۸[۹]
- کسب مدال برنز در بازی‌های کشورهای اسلامی در باکو ۲۰۱۷
- کسب مدال برنز در مسابقات جام باشگاه‌های آسیا در کرج ۲۰۱۷
- کسب مدال طلا در مسابقات جام فجر در کرج ۲۰۱۷
- کسب مدال برنز در مسابقات قهرمانی جهانی در سئول ۲۰۱۶

## تورنمنت‌ها
- مسابقات جام باشگاه‌های آسیا در کیش ۲۰۱۹
- بازی‌های یونیورسیاد در رُم ۲۰۱۹
- مسابقات گرنداسلم آسیا در ووشی ۲۰۱۸
- مسابقات جام باشگاه‌های آسیا در کرج ۲۰۱۷
- بازی‌های کشورهای اسلامی در باکو ۲۰۱۷
- مسابقات جام فجر در کرج ۲۰۱۷
- مسابقات قهرمانی جهانی در سئول ۲۰۱۶

## حواشی
در تیر ماه ۱۴۰۱ سخنگوی قوه قضاییه ایران از ممنوع‌الخروج بودن یونس فضلی خبر داد؛ وی به دلیل انتشار استوری‌های اینستاگرام ممنوع‌الخروج شد و به جرم تشویش اذهان عمومی مبلغ ۸۰ میلیون تومان جریمه شد.